# Metropolia Caracas
Metropolia Caracas – metropolia rzymskokatolicka w Wenezueli utworzona 27 listopada 1803 roku.

## Diecezje wchodzące w skład metropolii
- Archidiecezja Caracas
  - Diecezja Guarenas
  - Diecezja La Guaira
  - Diecezja Los Teques
  - Diecezja Petare

## Biskupi
- Metropolita: kard. Jorge Liberato Urosa Savino (od 2005) (Caracas)
- Sufragan: bp Gustavo García Naranjo (od 1996) (Guarenas)
- Sufragan: bp Raúl Biord Castillo SDB (od 2013) (La Guaira)
- Sufragan: bp Freddy Jesús Fuenmayor Suárez (od 2004) (Los Teques)
- Sufragan: bp Juan Carlos Bravo Salazar (od 2021) (Petare)

## Główne świątynie metropolii
- Archikatedra św. Anny w Caracas
- Bazylika św. Teresy w Caracas
- Bazylika św. Piotra Apostoła w Caracas
- Bazylika Świętej Kaplicy w Caracas
- Katedra Matki Boskiej z Copacabana w Guarenas
- Katedra św. Piotra Apostoła w La Guaira
- Katedra św. Filipa Neri w Los Teques